# Episodi di By the Grace of the Gods

Logo della serie

Questa è la lista degli episodi dell'anime By the Grace of the Gods, adattamento dell'omonima serie di light novel scritta da Roy e illustrata da Ririnra.
Un adattamento anime è stato annunciato il 20 febbraio 2020, e sarebbe stato prodotto dallo studio Maho Film. L'anime è diretto da Takeyuki Yanase, con Kazuyuki Fudeyasu come compositore della serie, Kaho Deguchi come character designer, con Ririnra per i disegni e Hiroaki Tsutsumi che si è occupato della colonna sonora. La serie è andata in onda dal 4 ottobre al 20 dicembre 2020 su Tokyo MX e BS Fuji. Azusa Tadokoro ha cantato la sigla di apertura chiamata Yasashii sekai, mentre MindaRyn ha cantato quella di chiusura chiamata Blue Rose knows. In Italia, la serie è stata pubblicata in simulcast su Crunchyroll, così come nel resto del mondo al di fuori dell'Asia.
Il 4 giugno 2021, è stata annunciata una seconda stagione. Nella seconda stagione, è Yuka Yamada a occuparsi della composizione della serie. È stata trasmessa dall'8 gennaio al 26 marzo 2023. MindaRyn canta la sigla di apertura Way to go, mentre Azusa Tadokoro quella di chiusura Drum-shiki Tansaki.

## Lista episodi

### Prima stagione
| Nº serie | Nº      | Titolo italiano Giapponese 「Kanji」 - Rōmaji | In onda          | In onda |
| Nº serie | Nº      | Titolo italiano Giapponese 「Kanji」 - Rōmaji | Giapponese       |         |
| 1        | 1       | Ryoma con gli slime 「スライムたちとリョウマ」 - Suraimu-tachi to Ryōma | 4 ottobre 2020   |         |
| 1        | 1       | Ryoma Takebayashi è un ragazzo di 11 anni che vive nella foresta con oltre 1000 famigli slime magici. Nella foresta si imbatte in Reinhart Jamil, un nobile, e i suoi soldati e li invita a casa sua. Dopo aver scoperto che Ryoma vive da solo, Reinhart e gli altri si insospettiscono. Il ragazzo spiega di aver imparato la magia dai suoi nonni defunti. Camil, un mago del gruppo, verifica che Ryoma possiede un'alta resistenza al dolore sia fisico che mentale. Dopo la loro partenza, Ryoma si sente in colpa per aver mentito. In realtà, tre anni prima era un salaryman giapponese infelice, morto improvvisamente nel sonno. Nell'aldilà ha incontrato tre divinità - Gain, Lulutia e Kufo - che gli hanno spiegato che la loro Terra alternativa sta esaurendo la magia. Se lui si fosse reincarnato nel loro mondo, si sarebbe creato un ponte con la Terra di Ryoma, ricca di magia. Le divinità gli hanno conferito abilità magiche e gli hanno permesso di mantenere la sua forza fisica e la sua resistenza al dolore. Arrivato in questa Terra alternativa come un bambino di 8 anni, Ryoma ha incontrato il suo primo slime e ha trascorso tre anni a conoscerli, fino all'incontro con Reinhart. Due settimane dopo, Ryoma rimane sorpreso dal ritorno di Reinhart, questa volta accompagnato da un gruppo più numeroso, tra cui sua figlia Eliaria. |                  |         |
| 2        | 2       | Partenza con gli slime 「スライムたちと旅立ち」 - Suraimu-tachi to tabidachi | 11 ottobre 2020  |         |
| 2        | 2       | Reinhart presenta Ryoma al padre Reinbach, alla moglie Elise e alla figlia Eliaria, che rimangono stupiti dalle sue capacità di domare i mostri. Per ringraziarlo dell'aiuto ricevuto in precedenza, Reinbach gli dona un orologio d'oro e rivela che la famiglia Jamil è da generazioni esperta nell'addomesticamento dei mostri. Chiede quindi a Ryoma di aiutare Eliaria a domare uno slime come suo primo famiglio. Dopo aver condiviso alcune delle sue conoscenze sugli slime, Eliaria decide di addomesticare uno slime pulitore, capace di eliminare impurità, sporcizia e sudiciume. Per attirare questo tipo di slime, utilizza come esca l'acqua del bagno contaminata dal suo sudore, l'unico metodo certo per richiamare questo tipo di creatura. La famiglia Jamil invita Ryoma a unirsi a loro in un viaggio verso un'altra città, Gimul, e lui accetta con entusiasmo, desideroso di esplorare il mondo oltre la foresta che conosce. Grazie al suo Item Box, ovvero una magia di conservazione degli oggetti, Ryoma porta con sé una vasta collezione di beni, tra cui molti oggetti di valore creati sperimentando con le sue abilità legate agli slime. Questo porta Reinbach a sospettare che Ryoma possa avere un futuro promettente come artigiano o addirittura mercante. Durante il viaggio, una frana blocca il sentiero, ma Ryoma risolve il problema utilizzando diversi incantesimi da lui stesso creati, impressionando i maghi di Reinhart. Il gruppo può così proseguire verso Gimul. |                  |         |
| 3        | 3       | La prima volta in città con gli slime 「スライムたちと初めての街」 - Suraimu-tachi to hajimete no machi | 18 ottobre 2020  |         |
| 3        | 3       | Ryoma viene portato nella chiesa di Gimul per ottenere la sua scheda delle statistiche, che funge da identificazione personale, e incontra le tre divinità. Gain, che creato gli slime, si congratula con lui con Ryoma per aver creato gli slime pulitori e spazzini influenzando involontariamente la loro evoluzione. Lulutia rivela che due antenati di Jamil provengono dalla terra di Ryoma, un amante degli animali che ha creato la magia di addomesticamento e un timido otaku che è diventato un potente mago guerriero. Inoltre, informano Ryoma che ha ottenuto l'attenzione degli dei della guerra, della magia e delle abilità manuali e artigianali che hanno dato a Ryoma la loro benedizione. In seguito, a Ryoma viene consigliato di iscriversi a una gilda per evitare che persone senza scrupoli si approfittino di lui. Eliaria si stupisce che Ryoma riesca a controllare così bene la sua vasta capacità magica, rivelando di avere più magia di lui, ma con meno controllo. Alla Gilda dei Domatori, Ryoma scopre che sarà difficile aumentare il suo rango a causa dell'insignificanza degli slime. Si unisce quindi alla Gilda degli Avventurieri, dove il capogilda Worgan lo accetta subito dopo aver constatato le abilità combattive di Ryoma. Ryoma accetta il suo primo incarico di grado G, il più basso, che prevede di pulire la casa di Miya, una ragazza-gatto. |                  |         |
| 4        | 4       | Lavori di pulizia con gli slime 「スライムたちと清掃作業」 - Suraimu-tachi to seisō sagyō | 25 ottobre 2020  |         |
| 4        | 4       | Con l'aiuto dei suoi slime, Ryoma non solo pulisce la casa di Miya, ma la ripara anche, con grande gioia di lei che, per gratitudine, gli aumenta la ricompensa. Nel suo lavoro successivo, Ryoma viene incaricato di pulire i bagni comunali. Tra i sospetti che i bagni non vengano mantenuti correttamente a causa di un'appropriazione indebita perpetrata dalle autorità locali. Mentre Reinhart indaga sulla questione, Ryoma scopre che i bagni sono contaminati dal miasma. Saputo ciò, la famiglia Jamil tenta di dissuadere Ryoma dal continuare l'incarico, ma lui si convince di esser il più adatto. La gilda invia quindi Miya insieme ad altri avventurieri per tenere la popolazione lontana dai bagni fino a quando Ryoma non avrà completato la pulizia. Al termine del lavoro, Ryoma ricorda sua madre, che fino alla sua morte era solita rimanere sveglia per accoglierlo a casa dopo il lavoro, e piange lacrime di gioia quando la famiglia Jamil lo accoglie a casa in modo simile. |                  |         |
| 5        | 5       | L'allenamento della signorina con gli slime 「スライムたちとお嬢様の訓練」 - Suraimu-tachi to ojōsama no kunren | 1º novembre 2020 |         |
| 5        | 5       | Seguendo il consiglio di Ryoma di giocare con la magia è un buon metodo per imparare, Eliaria gli chiede di insegnarle a giocare. Ryoma chiede anche a Camil di insegnargli le magie d'attacco. Sebas, il maggiordomo degli Jamil, insegna a Ryoma anche la magia avanzata del teletrasporto e della conservazione. Il giorno successivo, la famiglia Jamil e i suoi soldati visitano una miniera invasa dai mostri per permettere a Eliaria di fare pratica. Dopo aver incontrato le mantidi delle grotte, Eliaria usa la sua magia per ucciderle, mentre Ryoma usa le sue abilità di guerriero. Eliaria scopre e cattura un raro slime metallico e lo regalo a Ryoma. Ryoma si rende conto che la miniera può essere riaperta usando la magia per estrarre le minuscole tracce di ferro rimaste nel terreno, con grande gioia del duca Jamil. Reinbach presenta Ryoma a Serge Morgan, un commerciante, che è lieto di comprare e vendere le creazioni di Ryoma, rendendolo molto ricco, anche se il bambino insiste per rimanere anonimo, temendo l'attenzione che riceverebbe se qualcuno di malvagio scoprisse che può usare la vera alchimia. Reinhart termina le sue indagini e fa arrestare i malversatori. Avendo ricevuto una richiesta dal duca Jamil, Reinhart decide di inviare Ryoma e altri avventurieri per eliminare i mostri dalle miniere. |                  |         |
| 6        | 6       | A caccia di mostri con gli slime 「スライムたちと魔獣討伐」 - Suraimu-tachi to majū tōbatsu | 8 novembre 2020  |         |
| 6        | 6       | La Gilda degli Avventurieri inizia la sua operazione di sgombero dei mostri dalle miniere. La missione procede senza intoppi fino a quando non scoprono un grande nido di goblin nelle profondità della miniera. Gli avventurieri lanciano quindi un attacco coordinato contro i goblin e, nonostante i nemici siano più numerosi del previsto, vengono sconfitti senza fare vittime, con Ryoma e i suoi slime che hanno un ruolo significativo. Una volta tornato a casa, Ryoma decide di non poter approfittare ulteriormente dell'ospitalità della famiglia Jamil ed esprime il desiderio di vivere indipendentemente da loro. |                  |         |
| 7        | 7       | Iniziare un'attività con gli slime 「スライムたちと洗濯屋の開店準備」 - Suraimu-tachi to sentakuya no kaiten junbi | 15 novembre 2020 |         |
| 7        | 7       | Avendo previsto l'intenzione di Ryoma di seguire la propria strada, Reinhart e la sua famiglia accettano la sua richiesta, ma gli fanno promettere di tenersi in contatto e di far loro visita regolarmente. Il giorno dopo, Ryoma chiede consiglio e sostegno alla Gilda dei Mercanti per realizzare il suo progetto di avviare una lavanderia. Dopo essersi assicurato un terreno, Ryoma trascorre il giorno successivo a costruire la struttura con l'aiuto dei suoi amici. Una completato l'edificio principale, Ryoma si reca in visita alla chiesa per incontrare gli dei, ma ad accoglierlo c'è solo Kufo, mentre Lulutia e Gain si stanno divertendo sulla Terra. Kufo avverte Ryoma che la sua maturità mentale ed emotiva regredirà a quella di un bambino per sincronizzarsi con il suo nuovo corpo, ma la sua memoria e le sue convinzioni rimarranno le stesse. |                  |         |
| 8        | 8       | Gestire una lavanderia con gli slime 「スライムたちと洗濯屋稼業」 - Suraimu-tachi to sentakuya kagyō | 22 novembre 2020 |         |
| 8        | 8       | La Gilda dei Mercanti manda i fratelli Callum e Carla Norad a lavorare sotto Ryoma nella sua lavanderia. Dopo aver dato loro istruzioni sul nuovo lavoro, Ryoma si fa aiutare da entrambi per la festa di inaugurazione che dà a tutti i suoi amici. Il giorno dopo, Ryoma decide di lavorare alla Gilda degli Avventurieri, perché crede che pochi clienti si presenteranno all'inaugurazione del negozio. Tuttavia, al suo ritorno rimane scioccato quando vede che il negozio è affollato. Alla fine della giornata, Ryoma decide di assumere altri assistenti e torna a casa soddisfatto dopo una giornata di lavoro di successo. |                  |         |
| 9        | 9       | I nuovi dipendenti con gli slime 「スライムたちと新しい同僚」 - Suraimu-tachi to atarashī dōryō | 29 novembre 2020 |         |
| 9        | 9       | Ryoma interroga alcuni candidati per lavorare nel suo negozio, ma tutti si rifiutano di lavorare sotto un bambino o di avere a che fare con gli slime, tranne lo straniero Fei e sua figlia Li Ling. Ryoma nota che portano armi nascoste ed entrambi confermando di essere ex assassini. Nonostante ciò, Ryoma decide di assumere entrambi non solo per assistere i clienti, ma anche per lavorare come guardie di sicurezza. Dopo un'altra giornata di lavoro di successo, Ryoma usa gli slime guaritori per curare la gamba rotta di Fei, con sua grande gioia. Con il crescente successo della sua attività, Ryoma assume altre quattro lavoratrici, tra cui una cuoca, e riceve la proposta di aprire altre filiali della lavanderia. Osservando come Ryoma se la cavi bene, la famiglia Jamil si rallegra, certa che possa cavarsela da solo senza il loro sostegno. |                  |         |
| 10       | 10      | I nuovi slime con gli altri slime 「スライムたちと新種のスライム」 - Suraimu-tachi to shinshu no suraimu | 6 dicembre 2020  |         |
| 10       | 10      | La Gilda dei Mercanti richiede a Ryoma un grosso ordine di stoffe impermeabili per la caccia stagionale alle rane Grell e lui decide di produrle all'interno delle miniere ed Eliaria lo accompagna ad esercitarsi con il suo violino. Uno dei suoi slime si evolve in uno slime di ferro dopo aver mangiato del ferro. Eliaria chiede poi a Ryoma di realizzare una sua piccola statua. Soddisfatto del risultato, finisce per creare le statue di tutti i membri della tenuta Jamil, che decidono di farle portare con sé come ricordo per quando partirà per gli studi, compresa una di Ryoma. Più tardi, al negozio, Ryoma scopre che le vendite e i profitti continuano ad aumentare con la crescita della reputazione della Foresta di Bambù e si rende conto di aver dimenticato di concedere le ferie ai suoi dipendenti, che si rallegrano quando decide di farlo. In seguito, viene a sapere dalla Gilda degli Avventurieri che un gruppo di avventurieri ha catturato un nuovo tipo di slime. Dopo averlo comprato da loro, scopre che si tratta di uno slime sanguigno. Osservando i suoi progressi, le tre divinità si rallegrano della loro decisione di scegliere Ryoma. Più tardi, a casa, Eliaria invita Ryoma a una sessione di addestramento magico con la sua famiglia. |                  |         |
| 11       | 11      | Ci alleniamo per addomesticare con gli slime 「スライムたちと従魔術の練習」 - Suraimu-tachi to jū-majutsu no renshū | 13 dicembre 2020 |         |
| 11       | 11      | La famiglia Jamil organizza una sessione di allenamento con Ryoma ed Eliaria, che imparano nuove abilità. In seguito, Ryoma completa l'ordine delle stoffe impermeabili e si unisce a Eliaria e agli altri per osservare la migrazione annuale degli uccelli Limour. Durante l'occasione, un domatore tenta di usare la sua musica per addomesticare un uccello, ma viene attaccato da loro. Ryoma e gli altri tentano di salvarlo quando uno degli uccelli, il Limour da incubo, attacca tutti con una potente magia. Ryoma scaccia gli uccelli grazie alla sua resistenza al danno psichico. Eliaria è un po' confusa di non essere riuscita a domare l'uccello Limour che voleva, ma lei e gli altri decidono di tornare il giorno dopo per un altro tentativo. |                  |         |
| 12       | 12      | L'inizio di una nuova era con gli slime 「スライムたちと新たなる日々」 - Suraimu-tachi to aratanaru hibi | 20 dicembre 2020 |         |
| 12       | 12      | Quando gli uccelli Limour tornano, Eliaria e Ryoma usano la musica per addomesticarne alcuni: Ryoma addomestica anche l'uccello Limour da incubo incontrato in precedenza ed Eliaria addomestica un uccello Limour fantasma. Durante la cena, la tenuta Jamil festeggia il successo di Ryoma ed Eliaria e la loro ultima notte insieme prima di separarsi. Il giorno dopo, Eliaria e la sua famiglia si congedano da Ryoma, che promette di tenersi in contatto con loro e di far visita a Eliaria fra tre anni, durante la sua pausa dagli studi, per andare a costruire una nuova casa nelle miniere. Gli dei, che vegliano su Ryoma, rinnovano la convinzione di aver fatto la scelta giusta reincarnandolo nel loro mondo e attendono con ansia le sue prossime avventure. |                  |         |
| -        | Special | 「「スライムたちと清掃作業」オーディオコメンタリー版」 - "Suraimu-tachi to seisō sagyō" Ōdio Komentarī-ban – ""Lavori di pulizia con gli slime" versione con commento audio" | 27 dicembre 2020 |         |
| -        | Special | Una trasmissione speciale dell'episodio 4 con il commento audio di Azusa Tadokoro (Ryoma), Yūki Kuwahara (Eliaria) e Marika Kōno (Miya). |                  |         |

### Seconda stagione
| Nº serie | Nº | Titolo italiano Giapponese 「Kanji」 - Rōmaji | In onda          | In onda |
| Nº serie | Nº | Titolo italiano Giapponese 「Kanji」 - Rōmaji | Giapponese       |         |
| 13       | 1  | Ryoma e il nuovo piano 「リョウマと新しい計画」 - Ryōma to atarashī keikaku | 8 gennaio 2023   |         |
| 13       | 1  | Ryoma si abitua alla vita nella città di Gimul dopo essersi separato dalla famiglia Jamil. Due clienti tentano di creare problemi nella sua lavanderia, ma falliscono e vengono arrestati, inducendo Ryoma a creare un polimero robusto utilizzando gli slime appiccicosi per rinforzare le finestre e tenere lontani gli intrusi. Nell'occasione, scopre anche che uno dei suoi slime velenosi si è evoluto in uno slime medicinale, in grado di creare antidoti e antibiotici dopo che lo slime ha bevuto un antidoto che gli è caduto per sbaglio. Durante un'altra visita al regno degli dei, Ryoma incontra Tekkun, dio del vino e dell'artigianato, che lo elogia per il suo lavoro. Ryoma ordina un'enorme quantità di bottiglie per i nuovi farmaci da lui creati alla Gilda dei Mercanti, che accetta di acquistare tutta la sua produzione. Nonostante molti amici gli suggeriscano di aprire un secondo negozio, Ryoma ha dei dubbi, finché non riceve una lettera da Eliaria che lo incoraggia a farlo. |                  |         |
| 14       | 2  | Ryoma e l'esercitazione anticrimine 「リョウマと防犯訓練」 - Ryōma to bōhan kunren | 15 gennaio 2023  |         |
| 14       | 2  | Dopo aver impedito a un altro teppista di causare problemi al suo negozio, Ryoma scopre che gli attacchi sono legati a una disputa tra la Gilda dei Domatori, con una delle fazioni che intende screditare il capogilda, che ha cambiato le sue opinioni sull'addomesticamento degli slime grazie a lui. Per placare i pettegolezzi, Ryoma comunica in pubblico di aver addomesticato anche gli uccelli Limour, ma un gruppo di criminali lo attacca nel tentativo di rubarli. Ryoma li sconfigge e, per scoraggiare altri attacchi, inizia a chiedere costose tariffe per l'uso degli slime per curare i criminali che ferisce mentre si difende, mentre esegue corsi di autodifesa con i suoi dipendenti. Dopo aver addestrato i dipendenti a prendersi cura del negozio in sua assenza, Ryoma parte per un'altra città per cercare un posto adatto ad aprire il suo secondo negozio. |                  |         |
| 15       | 3  | Ryoma e la ragazza immagine 「リョウマと看板娘」 - Ryōma to kanbanmusume | 22 gennaio 2023  |         |
| 15       | 3  | Ryoma arriva nella città di Lenaf e incontra il mercante Pioro Saionji, che aveva fatto la maggior parte dei preparativi necessari a Ryoma per aprire il suo negozio su richiesta del capogilda, e sua figlia Miyabi. Mentre cenano con loro, Ryoma rivela il suo progetto di lavorare come avventuriero finché non avrà terminato i preparativi per l'apertura del negozio. Tuttavia, scopre che ci sono pochi posti di lavoro per avventurieri di rango E come lui a causa di un gruppo di smash boar, potenti mostri con sembianze di cinghiale apparsi nelle vicinanze, e ricorda che questa è una delle specie che gli dei gli hanno raccomandato di cacciare per migliorare la sua esperienza di combattimento. Mentre raccoglie erbe per rispondere a una richiesta, Ryoma riceve un'altra lettera da Eliaria, ma la sua lettura viene interrotta quando scorge una coppia di avventurieri che corre spaventata da un smash boar. |                  |         |
| 16       | 4  | Ryoma e il secondo negozio 「リョウマと2号店」 - Ryōma to 2 gōten | 29 gennaio 2023  |         |
| 16       | 4  | Ryoma sconfigge il cinghiale, salva gli avventurieri e cura una loro compagna gravemente ferita mentre li proteggeva. Per ripagare il favore, Ryoma convince gli avventurieri ad aiutarlo a trasportare il corpo del cinghiale in città e a spiegare alla gilda che è stato costretto a violare le regole per combattere un mostro così potente senza autorizzazione per autodifesa. Dopo aver venduto la carne del cinghiale a Pioro e aver guadagnato la ricompensa per la sua uccisione, Ryoma termina i preparativi per l'inaugurazione del secondo negozio e, dopo aver addestrato adeguatamente i dipendenti, decide di tornare a Gimul. Prima di partire, Ryoma ricorda che Miyabi si iscriverà presto alla scuola nella capitale reale con Eliaria e suggerisce a Miyabi di provare a diventare sua amica. Tornato a Gimul, Ryoma incontra Serge, che gli presenta alcuni strumenti magici che suscitano il suo interesse. |                  |         |
| 17       | 5  | Ryoma e la nuova conoscenza 「リョウマと新たな出会い」 - Ryōma to aratana deai | 5 febbraio 2023  |         |
| 17       | 5  | Tornato al negozio, Ryoma scopre che uno dei suoi slime pulitori ha iniziato a mangiare carbone e si rende conto che sta per evolversi in un altro tipo. Con i suoi negozi in buone mani, Ryoma decide di concentrarsi sull'aumento del suo grado di avventuriero e accetta un lavoro di consegna nella città di Keleban, che presto aprirà una fiera di artefatti magici. Durante la consegna, Ryoma incontra nuovamente Serge e gli viene consegnato un prototipo di strumento magico che utilizza come base per creare un carillon. Ryoma è sorpreso quando Serge rivela che non esiste un oggetto simile sul mercato ed è certo che i nobili lo acquisteranno. Per questo motivo, iniziano a pianificare la produzione in serie. |                  |         |
| 18       | 6  | Ryoma e il mercato degli oggetti magici 「リョウマと魔法道具市」 - Ryōma to mahō dōgushi | 12 febbraio 2023 |         |
| 18       | 6  | Ryoma e Serge concludono un accordo con l'artigiano magico Dinome per produrre in serie i carillon. Tornato a Gimul, Ryoma assiste all'evoluzione dello slime che ha mangiato il carbone in uno slime deodorante e usa il suo liquido per creare alcune buste deodoranti che dà ai suoi amici e dipendenti per testarne l'efficacia. Incontra anche alcuni bambini dei bassifondi e aiuta a riparare il loro carro. I bambini chiedono l'aiuto di Ryoma per pulire la chiesa e, mentre li aiuta in questo compito, ha un breve incontro con il dio Fernobelia, che gli pone alcune domande per valutare il suo comportamento, sostenendo che alcune persone reincarnate tendono ad abusare dei loro poteri ed è dovere degli dei impedirlo. Soddisfatto delle risposte di Ryoma, lo rimanda indietro. Dopo la pulizia, Ryoma e Worgan fanno qualche esercizio con i bambini e Worgan lo invita a diventare istruttore della gilda. Ryoma prende in considerazione la proposta, perché nonostante sia molto impegnato ultimamente, vuole fare del suo meglio per aiutare gli abitanti del villaggio e ripagare la loro gentilezza. |                  |         |
| 19       | 7  | Ryoma e la cucina locale 「リョウマと郷土料理」 - Ryōma to kyōdo ryōri | 19 febbraio 2023 |         |
| 19       | 7  | Ryoma viene a sapere da Eliaria che sta per trasferirsi nella capitale imperiale per iniziare gli studi e decide di preparare del sapone da regalare a lei. Tornato al negozio della città di Lenaf, scopre che gli slime pulitori hanno iniziato a moltiplicarsi senza controllo. Dopo aver affrontato la situazione, Ryoma incontra Pioro, che gli fa conoscere lo shapaya, un cibo tradizionale noto per il suo odore pungente, e lo aiuta a eliminare l'odore con i suoi slime deodorati, ricevendone in cambio un barile. Viene inoltre a sapere che anche Miyabi è appena partita per la capitale per studiare. Tornato a Gimul, Ryoma apprende da Serge che la produzione del carillon procede senza intoppi e che intendono lanciare il loro prodotto durante l'imminente festival per celebrare la fondazione della città. Al negozio, Ryoma elabora un nuovo piatto utilizzando lo shapaya e alcune spezie che ha ricevuto in dono da alcuni parenti dei suoi dipendenti, e decidono di allestire una propria bancarella al festival.                                                                                   |                  |         |
| 20       | 8  | Ryoma e l'artista itinerante 「リョウマと旅芸人」 - Ryōma to tabigeinin | 26 febbraio 2023 |         |
| 20       | 8  | Mentre testa le ricette per la bancarella, Ryoma viene presentato a Prenance, capo della famiglia di intrattenitori Semroid. Prenance, la cui troupe alloggerà in alcune stanze non occupate della lavanderia per il festival, lo ringrazia per l'ospitalità e gli accenna al fatto che il viaggio verso Gimul è stato difficile a causa della comparsa di alcuni mostri con sembianze di formiche chiamati "tunnel ant". Il giorno dopo, Ryoma accetta una missione per cercare i nidi delle tunnel ant e incontra di nuovo i bambini dei bassifondi, incaricati di uccidere le formiche, le cui carapaci intendono usare come materiale per alcuni indumenti protettivi. Dopo aver trovato i nidi, Ryoma aiuta i bambini a uccidere le formiche e li invita a lavorare nella sua bancarella durante il festival. Nel frattempo, Eliaria parte dalla tenuta di Jamil verso la capitale per iniziare gli studi alla scuola imperiale. |                  |         |
| 21       | 9  | Eilaria e le nuove amiche 「エリアリアと新しい仲間たち」 - Eriaria to atarashī nakama-tachi | 5 marzo 2023     |         |
| 21       | 9  | Un mese dopo l'inizio dei suoi studi alla scuola imperiale, Eliaria non ha ancora stretto alcuna amicizia a causa del suo status sociale molto più elevato rispetto ai suoi coetanei per il fatto di essere la figlia di un duca, finché non incontra Michelle Wildan, figlia di un conte che studia i cerchi magici e Miyabi, che si avvicina a lei su suggerimento di Ryoma. Le tre diventano amiche e invitano altre due studentesse nel loro gruppo di studio: Riela Clifford, figlia di un barone e aspirante cavaliere, e Kanan Schuzer, figlia di un artigiano. Durante il campeggio, il gruppo di Eliaria mette a frutto i propri talenti individuali per aiutare le altre studentesse in difficoltà nei loro compiti e risolvere i conflitti tra di loro. Dopo l'attività, Eliaria rinnova la speranza di avere una vita felice a scuola grazie alle sue nuove amiche e invita una lettera a Ryoma. |                  |         |
| 22       | 10 | Ryoma e lo slime volante 「リョウマと空飛ぶスライム」 - Ryōma to soratobu Suraimu | 12 marzo 2023    |         |
| 22       | 10 | Worgan invita Ryoma a partecipare a una missione speciale con i suoi compagni di avventura, che prevede la caccia a un'enorme quantità di treant, uno dei mostri presenti nella lista di Ryoma. Durante la missione, Ryoma individua uno slime soffione e lo addomestica. Alla fine il gruppo scopre che il numero dei treant è molto più alto del previsto perché tra loro c'è un elder treant che sta trasformando tutti gli alberi della foresta in altri treant. Con l'aiuto dei suoi compagni, Ryoma uccide l'elder treant e il gruppo si rende conto che il nemico era in possesso di una grande quantità di cristalli di mana, il che spiega perché è diventato molto più forte del solito. Dopo aver portato a termine la loro missione, Ryoma rivolge la sua attenzione all'imminente festival, con il cuore pieno di aspettative. |                  |         |
| 23       | 11 | Ryoma e i giorni indaffarati 「リョウマと慌ただしい日々」 - Ryōma to awatadashī hibi | 19 marzo 2023    |         |
| 23       | 11 | Di ritorno dalla foresta, Ryoma e gli altri danno gli ultimi ritocchi ai preparativi per il festival e Ryoma si prende un giorno di riposo su suggerimento dei suoi dipendenti. Mentre gioca con i suoi slime, Ryoma assiste all'arrivo di Pioro in città e lo saluta. Pioro consegna alcune provviste ad Asagi, il quale rivela di aver deciso di avere una propria bancarella al festival su richiesta di Miya, che vuole far provare agli altri cittadini la tempura che lui prepara. Tuttavia, quando Asagi teme che un piatto del genere non sia adatto al festival, Ryoma gli suggerisce di preparare dei tenmusu. Nel frattempo, Tekkun, Kufo e Fernobelia sono soddisfatti di come Ryoma si sia abituato alla vita nel loro mondo, esercitando un'influenza positiva sugli altri. |                  |         |
| 24       | 12 | Ryoma e la città di Gimul 「リョウマとギムルの街」 - Ryōma to Gimuru no machi | 26 marzo 2023    |         |
| 24       | 12 | Il festival inizia e i carillon progettati da Ryoma sono un successo. Anche la bancarella della Foresta di Bambù funziona bene, al punto che si ritrova a corto di personale. Avendolo previsto, Carla e alcuni dipendenti della sede di Lenaf arrivano per offrire il loro supporto. Ryoma si prende una paura per godersi i festeggiamenti e, mentre aiuta un bambino smarrito a ricongiungersi con la madre, si rende conto di come si sia adattato alla vita a Gimul. Durante la festa di chiusura, Ryoma si esibisce con la troupe dei Semroid. Per festeggiare l'occasione, Ryoma fa preparare due carillon speciali, tenendone uno e inviando l'altro a Eliaria, che non vede l'ora di rivedere Ryoma. |                  |         |

## Home video

### Giappone
La prima stagione è stata pubblicata in Blu-ray dal 13 gennaio al 10 marzo 2021.
| Volume | Episodi | Data di pubblicazione |
| ------ | ------- | --------------------- |
| 1      | 1-4     | 13 gennaio 2021       |
| 2      | 5-8     | 10 febbraio 2021      |
| 3      | 9-12    | 10 marzo 2021         |

La seconda stagione è stata pubblicata in Blu-ray dal 12 aprile al 10 maggio 2023.
| Volume | Episodi | Data di pubblicazione |
| ------ | ------- | --------------------- |
| 1      | 1-6     | 12 aprile 2023        |
| 2      | 7-12    | 10 maggio 2023        |